# Titularbistum Erythrae
Erythrae (italienisch Eritre) ist ein Titularbistum der römisch-katholischen Kirche.
Es geht zurück auf einen untergegangenen Bischofssitz in Erythrae oder Erythrai  (griechisch: Ἐρυθραί, später Litri), eine der zwölf ionischen Städte Kleinasiens, die sich nordöstlich des Hafens Cyssus (Çeşme)  und direkt gegenüber der Insel Chios befanden. Der Bischofssitz gehörte zur Kirchenprovinz Ephesus.
Erythrae ist die Geburtsstätte der Prophetin Sibylle von Erythrai.
| Titularbischöfe von Erythrae |                                                     |                                                                                         |                    |                    |
| Nr.                          | Name                                                | Amt                                                                                     | von                | bis                |
| 1                            | Giovanni Filippo Cauti                              |                                                                                         | 9. Dezember 1726   | 1764               |
| 2                            | Johann Christian Adam Reichsfreiherr von Königsfeld |                                                                                         | 24. April 1746     | 6. Juli 1766       |
| 3                            | Antonio Cavalieri                                   | Weihbischof in Agrigent (Italien)                                                       | 9. April 1764      | 15. September 1788 |
| 4                            | Marcus Dobrebich OFM                                |                                                                                         | 12. Dezember 1772  | 1784               |
| 5                            | Feliks Łukasz Lewiński                              | Weihbischof in Włocławek (Polen)                                                        | 12. September 1794 | 29. März 1819      |
| 6                            | Raimondo A. Vecchietti                              | Koadjutorbischof von Colle di Val d’Elsa (Italien)                                      | 24. Juli 1797      | 26. Januar 1801    |
| 7                            | Michele de Vincenti                                 |                                                                                         | 14. April 1817     | 1827               |
| 8                            | Andrew Scott                                        | Koadjutorvikar, Apostolischer Vikar des Western Districts (Schottland) (Großbritannien) | 13. Februar 1827   | 4. Dezember 1846   |
| 9                            | Giovanni Battista Rosani                            | Präsident der Päpstlichen Diplomatenakademie                                            | 1843               | 1847               |
| 10                           | José Manuel Pasquel Losada                          | Weihbischof in Lima (Peru)                                                              | 21. Januar 1847    | 28. September 1855 |
| 11                           | Giovanni Jacovacci                                  |                                                                                         | 1. Oktober 1863    |                    |
| 12                           | Victor-Jean-Joseph-Marie van den Branden de Reeth   | Weihbischof in Mecheln (Belgien)                                                        | 12. November 1879  | 25. November 1897  |
| 13                           | Franz Zorn von Bulach                               | Weihbischof in Straßburg (Frankreich)                                                   | 24. Oktober 1901   | 13. Januar 1925    |
| 14                           | François-Marie Picaud                               | Weihbischof in Vannes (Frankreich)                                                      | 15. Mai 1925       | 12. September 1931 |
| 15                           | Wilhelm Stockums                                    | Weihbischof in Köln (Deutschland)                                                       | 9. Februar 1932    | 5. August 1956     |
| 16                           | Demetrio Mansilla Reoyo                             | Weihbischof in Burgos (Spanien)                                                         | 15. November 1958  | 7. Juli 1964       |